# آگروکور
آگروکور (انگلیسی: Agrokor) شرکت صنایع غذایی کروات است، که در سال ۱۹۸۹ توسط ایویکا تودوریچ تأسیس شد.